# 坎波夫里奥
坎波夫里奥，是西班牙安达卢西亚自治区韦尔瓦省的一个市镇。总面积47平方公里，总人口840人（2001年），人口密度18人/平方公里。